# Cahuzac (Tarn)
Cahuzac é uma comuna francesa na região administrativa da Occitânia, no departamento de Tarn. Estende-se por uma área de 5.69 km², e possui 363 habitantes, segundo o censo de 2018, com uma densidade de 64 hab/km².